# Jean-Baptiste Shelmerdine
 (janvier 2023).
 (février 2015).
Si vous disposez d'ouvrages ou d'articles de référence ou si vous connaissez des sites web de qualité traitant du thème abordé ici, merci de compléter l'article en donnant les références utiles à sa vérifiabilité et en les liant à la section « Notes et références ».
Jean-Baptiste Shelmerdine, né le 20 février 1983 à Londres (Royaume-Uni), est un acteur et musicien français.

## Biographie
Jean-Baptiste Shelmerdine est né le 20 février 1983 dans une famille d'origine galloise. Il commence le théâtre au collège à 14 ans. Il suit des études de photographie et d'histoire de l'art et, à partir de 18 ans, exerce des petits boulots pour payer ses cours d’art dramatique.

## Carrière
Très vite, il enchaîne les apparitions dans des fictions (Bienvenue chez les Rozes, Une grande fille comme toi, SOS 18 où il interprète le rôle d’un travesti) avant d’être repéré en 2006 par Jean-Paul Civeyrac qui en fait le héros de son court métrage Mon prince charmant, chassé-croisé amoureux présenté au festival de Cannes. L'année suivante, il rejoint l'équipe d'Une famille formidable, réalisée par Joël Santoni. Prévu au départ pour une saison, Jean-Baptiste incarne ce fils à papa pendant quatre ans.
En 2008, il rejoint la série télévisée Seconde Chance, là aussi, au départ pour un petit rôle qui se transforme en rôle récurrent et restera présent tout au long des deux saisons. En 2010, il joue un jeune avocat stressé aux côtés d'Alain Delon dans le téléfilm Un mari de trop. La même année, il incarne pour le cinéma un réceptionniste inquiétant, partenaire principal d'Éric et Ramzy dans Halal police d'État, de Rachid Dhibou. Sa performance lui vaut d'être remarqué  par Libération et par Éric Judor, qui lui propose de jouer son jeune assistant branché dans la série Platane diffusée sur Canal+.
C'est son rôle d'Alex, le colocataire jouisseur et opportuniste dans la série Nos chers voisins, qui le fait définitivement connaître du grand public à partir de 2012, avec chaque soir une audience comprise entre 5  et   9 millions de téléspectateurs. En parallèle, il a participé aux séries Sophie et Sophie et Fais pas ci, fais pas ça.
Le 29 août 2016, il rejoint pour quelques émissions l'équipe de Les Grosses Têtes, de Laurent Ruquier. Depuis la fin de la série Nos chers voisins en 2017, il semble privilégier les projets plus atypiques pour OCS ou Canal+ en jouant dans les séries Nu et Vernon Subutex. En 2023, il est le meilleur ami d’Anne-Elisabeth Blateau dans sa série Mère indigne et entame avec Florence Pernel les tournages de la série Enquête Parallèle (2 épisodes par an) pour France télévision. 
Il travaille également à divers projets d’écritures (pièces de théâtre, scénario, roman).

### Théâtre
En 2019, il joue pour la première fois dans une pièce de théâtre : La Moustâche au théâtre du Splendid. À partir de 2019, il co-écrit un one-woman-show avec Mélodie Fontaine et la met en scène. Ce seule en scène est salué par la critique, dont Le Parisien ou Télérama qui lui décerne 3 « T » en septembre 2022, 2 ans après la première.
En 2021 et 2022, il joue le fils dérangé de Marie-Anne Chazel et Régis Laspalès dans La famille et le potager au théâtre des Variétés et en tournée. De septembre 2023 à mars 2024 il est en tournée (à guichet fermé sur la quasi totalité des 65 dates) pour Un dîner d’adieu de Alexandre de La Patellière et Matthieu Delaporte, mise en scène d’Éric Laugérias.
Également auteur-compositeur-interprète, une chanson pop Le petit facteur et une reprise de Lenny Kravitz Are You Gonna Go My Way (feat. El Boy Die) sont disponibles sur toutes les plateformes . Il travaille en parallèle de ses autres activités sur un album de chansons électroniques en français. On peut entendre certaines maquettes, mises en ligne sur ses pages Bandcamp et Soundcloud.

## Filmographie

### Films
- 2002 : Bienvenue chez les Rozes : le junkie
- 2010 : Potiche de François Ozon : Robert Pujol jeune
- 2011 : Halal police d'État de Rachid Dhibou : le réceptionniste

### Téléfilms
- 2009 : Azad de Niko Tackian
- 2010 : Un mari de trop de Louis Choquette
- 2011 : À la maison pour Noël de Christian Merret-Palmair : Luc
- 2019 : Moi, grosse de Murielle Magellan : Jérôme

### Séries
- 2001 : Une grande fille comme toi
- 2003 : SOS 18 (saison 1 épisode 2 : Accident de parcours)
- 2007 - 2013 : Une famille formidable : Jean-Philippe Cazaubon, rôle récurrent
- 2008 - 2009 : Seconde Chance : Hugo, rôle récurrent
- 2010 : Victoire Bonnot de Philippe Dajoux: Michaël (saison 1, épisode 1 : Addiction)
- 2011 : Platane d'Éric Judor et Denis Imbert : Logan, rôle récurrent
- 2012 - 2017 : Nos chers voisins de Gérard Pautonnier et Stephane Kopecky : Alex, rôle récurrent
- 2014 : Fais pas ci, fais pas ça de Cathy Verney : Olaf
- 2016 : On va s'aimer un peu, beaucoup... de Julien Zidi : Dorian
- 2017 : Nu de Olivier Fox : Karl
- 2018 : Vernon Subutex de Cathy Verney : Stanislas (épisodes 2 et 3)
- 2023 : Mère indigne d'Anne-Élisabeth Blateau et Romain Fisson-Edeline : Mathieu, rôle récurrent
- Depuis 2023 : Enquête Parallèle de Stéphanie Pillonca-Kervern, Christophe Paturange et Thierry Binisti : Manu
- 2024 : Tropiques criminels de Denis Thybaud : Raphaël (saison 5, épisodes 1 : Cœur Bouliki et 2 : La lézarde)
- 2025 : Nouveau jour : Loup Giaume

### Courts-métrages
- 2000 : Ask my agent de Laurent Salazar (écrit par lui-même)

- 2006 : Mon prince charmant, Talents Cannes 2006
- 2007 : Nuit d'hiver

## Théâtre

### Comme comédien
- 2019 : La Moustâche de Sacha Judaszko et Fabrice Donnio, mise en scène Jean-Luc Moreau, Théâtre du Splendid
- 2021 - 2022 : La famille et Le Potager de Bob Martet, mise en scène Anne Bourgeois, Théâtre des Variétés, Paris 2 et tournée : Tom
- 2023 - 2024 : Un dîner d'adieu de Matthieu Delaporte et Alexandre de la Patellière, mise en scène Éric Laugérias, théâtre Tête d'Or de Lyon et tournée

### Comme co-auteur et metteur en scène
- 2020 : Mélodie Fontaine de manière plus générale
- 2022 : Mélodie Fontaine, Nickel